# 約翰·麥迪甘
約翰·麥迪甘（英語：John Madigan，1966年7月21日—2020年6月16日）是一位澳洲政治人物，他是一位獨立參議員。自2011年開始，他是代表維多利亞州的澳大利亞參議院議員之一。他出生在一個天主教家庭。